# Saint-Martin-d'Aubigny

Saint-Martin-d'Aubigny este o comună în departamentul Manche, Franța. În 1 ianuarie 2022 avea o populație de 606 de locuitori.